# 양정 (북위)
양정(楊禎, 5세기 ~ 528년)은 중국 남북조시대 북위 무천진(武川鎮) 사람으로 수문제의 조부, 양충의 부친, 태원(太原)군수를 역임한 강왕(康王) 양렬(楊烈)의 아들이다. 철륵부족 선우수례, 두락주의 반란 때 의병을 일으켜 싸우다가 전사했다. 뒤에 북주에서 아들 양충의 훈공으로 증 주국 대장군, 소보 등에 추증되고 흥성군공에 추봉됐다가, 다시 아들 양견이 수국공이 되면서 헌공에 추봉되었다. 손자 양견이 황제가 되면서 헌왕으로 추봉되었다.

## 생애
용양장군, 태원군수 양렬의 아들이다. 양정은 무공으로 건원(建沅)장군이 되었으며 북위 말 육진의 난이 발발하자 혼란을 피해 중산군(中山郡)으로 피난하였다.
526년 가을, 회삭진(懷朔镇)의 철륵족 선우수례(鲜于修禮)와 두락주(杜洛周)가 사람들을 모은 후, 하북에서 노흥(魯興)으로 개원하여 반란을 일으키자 양정은 의병을 모아 선우수례를 토벌하는 과정에서 전사했다. 
북주 무제 보정 년간에 아들 양충의 훈공으로 주국 대장군(柱國 大將軍), 소보(少保)에 추증되고 흥성군공(興城郡公)에 추봉되었다. 580년 우문천에 의해 헌공(獻公)으로 추봉되었다.
581년 손자 양견이 수나라를 건국하자 황조 헌왕(獻王)으로 1급 격상되었으며 그의 아내인 개씨도 왕비로 추존되었다.

## 가족
- 조부: 양혜하
- 부황: 양렬
- 왕후: 북해군군(北海郡君) 개씨(蓋氏)
- 아들: 양충
- 손자: 수문제